# キッチンジロー
キッチンジローは、株式会社ジョイフルが東京都九段下と大阪府中之島に展開している洋食レストラン。
本項では、2023年6月30日までの運営企業である株式会社キッチンジローに関しても記述する。

## 概要
1964年（昭和39年）、小林二郎が東京都千代田区神田神保町にて、自身の名前を店名に採用した「キッチンジロー」を創業。
創業当時より都心のサラリーマン・学生をターゲットとし、都心部でのイートイン・デリバリー・テイクアウトでのハンバーグ・帆立クリームコロッケ・から揚げなどの定番人気メニューを中心として扱った定食メニューを得意としたレストランを運営。オフィス街でのデリバリー配達は、小回りの利く自転車を使い、広範囲の配送エリアを届けていたが現在はオートバイも使用している。
自社柏工場（セントラルキッチン）でハンバーグ用合挽きを製造し、店舗へ配送。店のコックがパティに成型しながら空気抜きの仕上げし、注文を受けてからをパン粉を付けて揚げる。
最盛期の1996年には、直営店27店舗、フランチャイズ店27店舗の規模であったが、その後、店舗数を減少させた。
2018年2月に、九州地方を中心にファミリーレストラン「ジョイフル」をチェーン展開する株式会社ジョイフルの子会社となった。同年10月に、新虎ノ門店を昼は洋食レストラン「キッチンジロー」、夜はバル「ほろよいジロー」として営業する二毛作業態にリニューアル。2019年2月には同業態の芝大門店、6月に渋谷店を出店しており、今後この業態への転換を進めていく方針であった。
2020年9月3日、洋食レストラン「キッチンジロー」の15店舗中13店舗を30日に閉店すると発表。9月30日で閉店する店舗は、南神保町店、錦町店、神田鍛冶町店、外神田店、ニュー新橋店、新虎ノ門店、シーバンス浜松町店、芝大門店、アトレヴィ巣鴨店、渋谷店、深川ギャザリア店、ペディ汐留店、OBPツイン21店。残りの2店舗である九段下店、中之島フェスティバルプラザ店は10月以降も営業を続ける。
2023年7月1日付でジョイフルへ吸収合併され、キッチンジローは解散。同日以降はジョイフル直轄による運営となった。

## 主なメニュー
- ハンバーグ
- 若鶏の唐揚げ
- スタミナ焼き
- チキン南蛮
- 魚フライ
- 帆立ミルクコロッケ
- カレーライス
- ハヤシライス
- メンチかつ
- 海老フライ
- ロースかつ[5]

## 関連企業
- 株式会社玉ジロー - キッチンジローが開発した[11]玉ねぎの自動皮むき機「玉ジロー」を製造・販売する企業。2008年10月1日に株式会社オニオンエムから社名変更[12]。